# Barbigha
Barbigha là một thành phố và là một khu vực quy hoạch (notified area) của quận Sheikhpura thuộc bang Bihar, Ấn Độ.

## Nhân khẩu
Theo điều tra dân số năm 2001 của Ấn Độ, Barbigha có dân số 38.258 người. Phái nam chiếm 53% tổng số dân và phái nữ chiếm 47%. Barbigha có tỷ lệ 52% biết đọc biết viết, thấp hơn tỷ lệ trung bình toàn quốc là 59,5%: tỷ lệ cho phái nam là 63%, và tỷ lệ cho phái nữ là 40%. Tại Barbigha, 19% dân số nhỏ hơn 6 tuổi.